# Muddy Wehara
Muddy Wehara (マディ上原 ?, Muddy Wehara; Tokyo, 15 settembre 1957 – Tokyo, 22 dicembre 2009) è stato un fumettista giapponese.

## Biografia
L'introduzione di Muddy Wehara ai fumetti è stata una raccolta rilegata di strisce di Braccio di ferro, regalo del nonno. È sempre stato attratto da lavori non convenzionali, entusiasta ammiratore delle riviste Garo e Com fin dall’adolescenza.
Nel 1975 si iscrive all'Università Meiji Gakuin (明治学院大学?, Meiji gakuin daigaku), dove segue i corsi di letteratura francese ,nel '77, abbandonati gli studi, inizia a dedicarsi al manga. Costretto inizialmente a svolgere una serie di lavori umili per sostenersi, incluso il ragazzo delle consegne dei giornali e il cameriere, nel 1981 diviene assistente del popolare mangaka Yasuji Tanioka (谷岡ヤスジ?). Debutta nel 1982 su Manga Sunday (漫画サンデー?, Manga Sandē), dove viene serializzato con una serie yonkoma.
(Muddy Wehara)
Nel 1985 l’opera Kazoku no Kurashi (かぞくのくらし?) viene pubblicata nel numero di maggio del periodico Garo, con cui collaborerà fino ai primi anni ‘90, serializzato con Reinō saibane kiddo (霊脳サイバネKID?), una stravagante mescolanza di esseri bizzarri e filosofia esoterica, rimasto incompiuto. Dal '93 collabora con Takashi Nemoto, amico e collega, al manga esuberante e a colori Oiwa (お岩?), serializzato sulla rivista porno Junjo Angel.